# Nyceryx lunaris
Nyceryx lunaris är en fjärilsart som beskrevs av Jordan 1911. Nyceryx lunaris ingår i släktet Nyceryx och familjen svärmare. Inga underarter finns listade i Catalogue of Life.